# Suma encadenada
En matemáticas una suma encadenada es una secuencia a0, a1, a2, a3, ... que satisface:
a0 = 1, y
para cada k>0: ak = ai + aj para algún i, j < k.
Como ejemplo: 1, 2, 3, 6, 12, 24, 30, 31 es una suma encadenada para 31, de longitud 7, entonces:
2 = 1 + 1
3 = 2 + 1
6 = 3 + 3
12 = 6 + 6
24 = 12 + 12
30 = 24 + 6
31 = 30 + 1
Las sumas encadenadas se emplean en la potenciación: de esta forma, por ejemplo, sólo necesitamos 7 multiplicaciones para calcular 531: 
52 = 51 × 51
53 = 52 × 51
56 = 53 × 53
512 = 56 × 56
524 = 512 × 512
530 = 524 × 56
531 = 530 × 51